# تیم ملی فوتبال آرژانتین
تیم ملی فوتبال آرژانتین یک تیم فوتبال بین‌المللی است که به نمایندگی از کشور آرژانتین زیر نظر فدراسیون فوتبال آرژانتین فعالیت می‌کند. ورزشگاه خانگی این تیم مونومنتال و سرمربی فعلی این تیم لیونل اسکالونی است. لیونل مسی رکورددار تعداد بازی (۱۹۱ بازی) و همچنین تعداد گل (۱۱۲ گل) برای این تیم است.
در حال حاضر تیم ملی فوتبال آرژانتین با ۲۲ عنوان قهرمانی پرافتخارترین تیم ملی فوتبال جهان است.
آرژانتین ۳ بار در جام جهانی فوتبال، در سال‌های ۱۹۷۸ (به عنوان میزبان)، ۱۹۸۶ و سال ۲۰۲۲ قهرمان شده‌است. این تیم همراه با برزیل و اسپانیا، آلمان تیم‌هایی هستند که در خارج از قاره خود به قهرمانی جام جهانی رسیده‌اند. آرژانتین همچنین در مسابقات کوپا آمریکا (۱۶ بار)، المپیک (۲ بار)، جام کنفدراسیون‌ها و فینالیسما(۲ بار)  به قهرمانی رسیده‌است.
آرژانتین به همراه برزیل، فرانسه و آلمان تیم‌هایی هستند که در سه جام معتبر فوتبال (جام جهانی، جام کنفدراسیون‌ها و المپیک) قهرمان شده‌اند. رقبای آرژانتین در دنیای فوتبال با توجه به رویدادهای تاریخی، آلمان، برزیل، اروگوئه و انگلستان هستند. بازی‌های آرژانتین با تیم‌های یاد شده همواره از حساسیت بسیار بالایی برخوردار می‌باشد.
در سال ۲۰۰۰، دیگو مارادونا ستاره سال‌های نه چندان دور آرژانتین در رای‌گیری اینترنتی فیفا جهت انتخاب بهترین بازیکن فوتبال قرن بیستم بیشترین رای را به‌دست‌آورد و به عنوان بهترین بازیکن قرن بیستم توسط طرفداران فوتبال جهان شناخته و گل دوم وی به انگلستان در جام جهانی ۱۹۸۶، به عنوان گل قرن برگزیده شد.
این تیم از تاریخ ۶ آوریل ۲۰۲۳  تا به اکنون در رده‌بندی فیفا در رتبه ۱ باقی مانده است.

## تاریخچه
آغاز رسمی فوتبال در آرژانتین به سال ۱۸۹۳ بازمی‌گردد. نخستین مسابقه رسمی تیم ملی فوتبال آرژانتین در ۱۶ می ۱۹۰۱، مقابل اروگوئه در مونته ویدئو بود که با برد ۳–۲ آرژانتین به پایان رسید. آرژانتین تا به حال در شش فینال جام جهانی حضور داشته که حاصل آن سه عنوان قهرمانی است. فینال نخست بازمی‌گردد به اولین دوره جام جهانی در سال ۱۹۳۰، دراین مسابقه آرژانتین در مقابل اروگوئه میزبان ۴–۲ بازنده شد. آسمان آبی و سفیدها (به اسپانیایی: Albicelestes) فینال بعدی خود را در کشور خود و با پیروزی ۳–۱ مقابل هلند به پایان بردند. آرژانتینی‌ها ۸ سال بعد و در مکزیک، به رهبری دیگو مارادونا با پیروزی ۳–۲ برابر آلمان غربی دومین قهرمانی را به دست آوردند. آخرین فینال آنها بازمی‌گردد به جام جهانی فوتبال ۲۰۲۲ قطر، که فرانسه را در ضربات پنالتی شکست دادند و قهرمان جهان شدند.
سرمربی‌گری آرژانتین در جام‌های جهانی ۱۹۷۸ و ۱۹۸۶ و ۲۰۲۲ را به ترتیب، سزار لوییس منوتی و کارلوس بیلاردو و لیونل اسکالونی بر عهده داشتند.
آرژانتین در جام ملت‌های آمریکا جنوبی نیز با کسب ۱۵ عنوان قهرمانی بسیار موفق بوده‌است. قهرمانی جام کنفدراسیون‌ها در سال ۱۹۹۲، ۲ قهرمانی در بازی‌های المپیک در سال‌های ۲۰۰۴ و ۲۰۰۸، از دیگر افتخارات مهم این تیم می‌باشد. در ماه مارس ۲۰۰۷ آرژانتین برای اولین بار به صدر رده‌بندی جهانی فیفا صعود کرد.

### جام جهانی ۱۹۷۸
فیفا در کنگره ششم ژوئیه سال ۱۹۶۶ خود در لندن تصمیم گرفت آرژانتین میزبان جام جهانی باشد و این مسوولیت در سالهای ۱۹۸۲ و ۱۹۸۶ به ترتیب به کشورهای اسپانیا و کلمبیا سپرده شد. دو سال پس از کودتای نافرجام در آرژانتین، این کشور میزبان جام جهانی ۱۹۷۸ بود. آرژانتین پس از حضور در فینال نخستین دوره رقابت‌های جام جهانی به میزبانی اروگوئه در سال ۱۹۳۰، مدتی طولانی انتظار کشید تا جام قهرمانی را بالای سر ببرد.
حمایت بی‌دریغ تماشاگران از تیم میزبان، آنها را به پیروزی مقابل هلند در دیدار فینال جام یازدهم نایل کرد در حالیکه یوهان کرایف به دلیل اوضاع سیاسی از حضور در این جام سر باز زده بود. راهیابی آرژانتین تا فینال با جنجال فراوانی همراه بود.
در مرحله گروهی این رقابت‌ها، ۴ گروه ۴ تیمی وجود داشت. تیمهای ایتالیا و آرژانتین از گروه ۱ به دور بعد راه یافته و فرانسه و مجارستان از راهیابی به دور بعدی محروم ماندند.
به دلیل دوم شدن آرژانتین در مرحله اول گروهی، این تیم همگروه برزیل در دور بعدی مسابقات شد. برزیل تقریباً از حضور خود در فینال مطمئن بود زیرا آرژانتین می‌بایست پرو را در آخرین مسابقه خود با اختلاف حداقل چهار گل شکست دهد. آرژانتینی‌ها ۶ بار دروازه پرو را گشودند تا به این مهم دست یابند. این پیروزی جنجال‌های بسیاری را در پی داشت. برزیلی‌ها آرژانتین را متهم به تبانی کردند. در نهایت آرژانتین در فینال و در حضور بیش از ۷۱۰۰۰ تماشاگر ورزشگاه مونومنتال آنتونیو وسپوکیو لیبرتی موفق شد هلند را با نتیجه ۳–۱ شکست دهد و برای نخستین بار قهرمان جام جهانی فوتبال گردد.

### جام جهانی ۱۹۸۶
پس از ناکامی در جام جهانی ۱۹۸۲، آرژانتینی‌ها با امید بسیار وارد مکزیک شدند؛ دلیل اصلی امیدواری آنها دیگو مارادونا کاپیتان تیمشان بود. آرژانتین در گروه آ در کنار ایتالیا، بلغارستان و کره جنوبی قرار گرفت و با ۲ برد و ۱ تساوی برابر ایتالیا به عنوان سرگروه به مرحله بعد صعود کرد. در مرحله یک‌هشتم به مصاف رقیب سنتی خود، اروگوئه رفت و ۱–۰ پیروز شد. حریف آرژانتین در مرحله بعد انگلستان بود.

#### دست خدا
سابقه حساسیت در بازی‌های آرژانتین و انگلیس به جام جهانی ۱۹۶۶ برمی گردد. در مرحله یک چهارم نهایی، آرژانتین برابر انگلیس میزبان قرار گرفت. داور آلمانی مسابقه به صورت غیرمنتظره‌ای دستور به اخراج آنتونیو راتین، کاپیتان آرژانتین داد. اخراج راتین توسط کرتیلن آلمانی هنوز از معماهای جام جهانی است. راتین در اینباره می‌گوید: «داور به تیم ما اخطار می‌داد. گویی همه انگلیسی‌ها فرشته بودند و همه ما دیو. او با من آلمانی حرف زد، بی آنکه یک کلمه‌اش را بفهمم و سپس مرا اخراج کرد… حق این است انگلیسی‌ها مجسمه کرتیلن داور آلمانی را از طلا بسازند و کنار مجسمه دریادار نلسن در میدان ترافالگر نصب کنند…» انگلیس سرانجام آرژانتین ده نفره را در ومبلی شکست داد. پس از بازی، سرمربی انگلیس، الف رمزی در نشست خبری، آنها را حیوان نامید.
آرژانتین بیست سال انتظار کشید تا سرانجام در مکزیک، در همان مرحله یک چهارم نهایی، برابر انگلستان قرار گرفت، اما این‌بار این دیدار به دلیل درگیری دو سال پیش آرژانتین و انگلیس در جزایر فالکلند حساسیت بیشتری یافته بود.
آرژانتین به رهبری کاپیتان خود، دیگو مارادونا در مرحله یک چهارم نهایی برابر انگلیس قرار گرفت. وقتی دو تیم وارد زمین شدند، از آن به عنوان «فالکلند۲» یاد می‌کردند. در نیمه اول آرژانتین نسبتاً برتر بود ولی موفق به شکستن سد دفاعی انگلستان نشد. دقیقه پس از شروع نیمه دوم مارادونا گل بحث‌برانگیز خود را به ثمر ساند. مارادونا با دست توپ را از بالای سر پیتر شیلتون، دروازه‌بان بلند قامت انگلیس عبور داد و یک گل تاریخی را به ثمر رساند. پس از بازی، مارادونا اعلام کرد که توپ را با دست وارد دروازه انگلستان کرده ولی آن دست، دست خدا بوده‌است.
۴ دقیقه پس از «دست خدا»، اینبار مارادونا با پشت سر گذاشتن ۷ بازیکن انگلیس گلی را به ثمر رساند که سال‌ها بعد از سوی فیفا به عنوان بهترین گل قرن بیستم انتخاب شد.
آرژانتین انگلیس را ۲–۱ شکست داد و در نیمه‌نهائی ۲–۰ از سد بلژیک گذشت تا در فینال حریف آلمان غربی شود. مسابقه‌ای که به یکی از زیباترین فینال‌های جام جهانی مبدل گشت. آرژانتین در ورزشگاه آزتک به مصاف آلمان غربی رفت، جایی که مارادونا دو گل برای خوسه لوییس براون و خورخه والدانو ساخت. این دو گل در دقایق ۲۲ و ۵۵ به ثمر رسیدند. آرژانتینی‌ها بازی را تمام شده می‌دیدند که آلمان‌های باروحیه با دو گل کارل هاینس رومنیگه (۷۴) و رودی فولر (۸۰) به بازی برگشتند.
آلمان غربی به سختی می‌کوشید تا گل پیروزی را بزند، اما بازهم مارادونا مداخله‌ای سرنوشت‌ساز داشت و با یک پاس بسیار دیدنی خورخه بروچاگا را در یک ضدحمله روانه دروازه آلمان کرد تا او با خونسردی هارولد شوماخر را مغلوب کند و آرژانتین برای دومین بار قهرمان جام جهانی فوتبال شود.

## نتایج در جام جهانی
تیم ملی فوتبال آرژانتین تا کنون در ۱۸ دوره مسابقات جام جهانی فوتبال حضور داشته و توانست ۳ بار قهرمان این مسابقات شود.

### جام جهانی ۱۹۷۸
یازدهمین دوره جام جهانی فوتبال، در کشور آرژانتین برگزار شد. شانزده تیم در این بازی‌ها حضور داشتند و در نهایت تیم ملی فوتبال آرژانتین میزبان با پیروزی برابر هلند به قهرمانی رسید.

### جام جهانی ۱۹۸۶
تیم ملی آرژانتین در این دوره از مسابقات با پیروزی برابر آلمان برای بار دوم قهرمان شد.

### جام جهانی ۱۹۹۰
چهاردهمین دوره جام جهانی فوتبال به میزبانی ایتالیا در تاریخ ۸ ژوئن ۱۹۹۰ آغاز شد و مدافع قهرمانی در گروه دوم با تیم‌های رومانی، شوروی و کامرون هم‌گروه شد. در بازی افتتاحیه جام، آرژانتین مقابل کامرون قرار گرفت و در پایان ۱–۰ مغلوب شگفتی‌ساز جام شد. در دیدار دوم آرژانتین موفق شد شوروی را ۲–۰ شکست دهد و در بازی سوم برابر رومانی ۱–۱ به تساوی رسید.
در بازی نیمه نهایی در برابر ایتالیا ی میزبان قرار گرفت که بازی در شهر ناپل، جایی که مارادونا تیم ناپولی را قهرمان کالچو و جام یوفا کرده بود و بازی یک بر یک و با درخشش گوئگوچه آ دروازه‌بان آرژانتینی، آرژانتین برندهٔ این بازی می‌شود.
بازی فینال در برابر آلمان غربی با یک پنالتی بحث‌برانگیز که توسط برمه گل به ثمر می‌رسد به سود آلمان غربی تمام می‌شود. اشک‌های مارادونا در این بازی برای همیشه خاطره می‌شود. در بازی فینال پسر باد کانی گیا نبود و مارادونا تیم را تنها با دو برد به فینال جام جهانی می‌رساند.

### جام جهانی ۱۹۹۴
آرژانتین که با سختی خود را به جام جهانی آمریکا می‌رساند، دست به دامان مارادونا می‌شود و مارادونا با ورزش و رژیم سخت خود را به شرایط ایدئال می‌رساند تا آرژانتین بحران زده را سامان دهد.
آرژانتین با درخشش گابریل باتیستوتا در بازی نخست یونان را چهار بر صفر شکست می‌دهد که گل سوم بازی را مارادونا به زیبایی می‌زند.
در بازی دوم در برابر نیجریه، پسر باد کانی گیا دو گل زیبا می‌زند و بازی دو بر یک به سود آرژانتین تمام می‌شود. پس از پایان بازی با قرعه کشی از مارادونا تست دوپینگ گرفته می‌شود و همین باعث محروم شدن مارادونا می‌شود و آرژانتین بدون کاپیتان دیگر حرفی برای گفتن ندارد و در بازی سوم دو بر صفر از بلغارستان می‌بازد و در یک‌هشتم نهایی هم سه بر دو از رومانی می‌بازد.

### جام جهانی ۱۹۹۸
در این جام دنیل پاسارلا (سرمربی تیم) قانونی گذاشته بود که هیچ بازیکنی تو تیم ملی حق ندارد موی بلند داشته باشه، گوشواره داشته باشه و …
بسیاری از بازیکنان از جمله باتیستوتا بخاطر تیم ملی موهای خود را کوتاه کرده بودند ولی بازیکنانی مثل ردوندو و کانیگیا این کار را نکردند.
بازیکنان: کارلوس روا، چاموت، آیالا، سیموئنه، اورتگا، ورون، زانتی، گالاردو، کرسپو، باتیستوتا، آلمیدا،

### جام جهانی ۲۰۱۰
در بازی نخست یک بر هیچ از سد نیجریه گذشت، در برابر کره جنوبی چهار بر یک پیروز شد و در آخرین بازی گروهی نیز دو بر هیچ نیز یونان را شکست داد. در مرحله یک‌هشتم نهایی مکزیک را سه بر یک شکست داد و سرانجام در بازی یک چهارم نهایی چهار بر صفر از آلمان شکست خورد.

### جام جهانی ۲۰۱۴
بیستمین دوره جام جهانی فوتبال به میزبانی برزیل در تاریخ ۱۲ ژوئن ۲۰۱۴ آغاز شد و آرژانتین در گروه ششم با تیم‌های ایران، بوسنی و نیجریه هم‌گروه شد. این تیم با پیروزی در ۳ دیدارهای مرحلهٔ گروهی به عنوان تیم نخست به مرحلهٔ بعد راه پیدا کرد. آرژانتین توانست با پشت سر گذاشتن تیم‌های سوییس، بلژیک و هلند به دیدار پایانی مسابقات راه پیدا کند. حریف این تیم در فینال آلمان بود که در دیدار نیمه نهایی موفق شده بود با ۷ گل برزیل میزبان را در هم بکوبد. دیدار نهایی در ۹۰ دقیقهٔ قانونی با تساوی بدون گل پایان یافت و به وقت اضافه کشیده شد. در نهایت آرژانتین با دریافت یک گل در دقیقهٔ ۱۱۳ بازی مغلوب شد و جایگاه دوم مسابقات را کسب کرد. همچنین لیونل مسی از سوی فیفا به عنوان بهترین بازیکن جام انتخاب گردید.

### جام جهانی ۲۰۱۸
آرژانتین در ابتدا در مرحله گروهی با کرواسی و نیجریه و ایسلند هم گروه شد. آرژانتین در آن بازی با تساوی یک یک و با از دست رفتن پنالتی مسی به کار خود پایان داد. در دومین بازی آرژانتین این تیم از کرواسی با نتیجه ۳ بر ۰ شکست خورد. بعد از این بازی آرژانتین موفق شد نیجریه را شکست دهد با ۴ امتیاز به عنوان دوم از گروه خود صعود کند. در مرحله یک‌هشتم نهایی با نتیجه ۴ بر ۳ از فرانسه شکست خورد و به کار خود در جام جهانی ۲۰۱۸ پایان داد.

### جام جهانی ۲۰۲۲
تیم ملی فوتبال آرژانتین با پیروزی در ضربات پنالتی در بازی فینال مقابل فرانسه قهرمان فعلی فوتبال جهان است. همچنین لیونل مسی از سوی فیفا برای دومین بار به عنوان بهترین بازیکن جام انتخاب گردید.
۲۶

## نتایج در کوپا آمریکا
تیم ملی فوتبال آرژانتین تا کنون در ۴۳ دوره این مسابقات حضور داشته و توانسته ۱۶ بار قهرمان و ۱۴ بار نایب قهرمان این مسابقات شود.
تیم آرژانتین پر افتخارترین تیم این مسابقات است.

## رکوردها
- آرژانتین و اروگوئه رکورد دار تعداد بازی بین دو تیم ملی در دنیا هستند. این دو تیم از سال ۱۹۰۱، ۱۹۸ بار به مصاف هم رفته‌اند؛ در ضمن اولین بازی این دو تیم در سال ۱۹۰۱ نخستین بازی فوتبال است که خارج از بریتانیا انجام شده‌است.[۲۶][۲۷]
- مارسلو تروبیانی بازیکن آرژانتین در جام جهانی ۱۹۸۶ با ۲ دقیقه بازی از ابتدای بازی، رکورددار کمترین حضور در میدان می‌باشد.[۲۸]

### عملکرد جام جهانی
| رکوردهای جام جهانی فوتبال | رکوردهای جام جهانی فوتبال | رکوردهای جام جهانی فوتبال | رکوردهای جام جهانی فوتبال | رکوردهای جام جهانی فوتبال | رکوردهای جام جهانی فوتبال | رکوردهای جام جهانی فوتبال | رکوردهای جام جهانی فوتبال | رکوردهای جام جهانی فوتبال |                                   | رکوردهای مقدماتی جام جهانی فوتبال | رکوردهای مقدماتی جام جهانی فوتبال | رکوردهای مقدماتی جام جهانی فوتبال | رکوردهای مقدماتی جام جهانی فوتبال | رکوردهای مقدماتی جام جهانی فوتبال | رکوردهای مقدماتی جام جهانی فوتبال |
| سال                       | مرحله                     | مقام                      | ت ب                       | ب                         | م                         | با                        | گ ز                       | گ خ                       | ت ب                               | ب                                 | م                                 | با                                | گ ز                               | گ خ                               |                                   |
| ------------------------- | ------------------------- | ------------------------- | ------------------------- | ------------------------- | ------------------------- | ------------------------- | ------------------------- | ------------------------- | --------------------------------- | --------------------------------- | --------------------------------- | --------------------------------- | --------------------------------- | --------------------------------- | --------------------------------- |
| جام جهانی فوتبال ۱۹۳۰     | نایب‌قهرمان                | دوم                       | ۵                         | ۴                         | ۰                         | ۱                         | ۱۸                        | ۹                         | Qualified as invitees             | Qualified as invitees             | Qualified as invitees             | Qualified as invitees             | Qualified as invitees             | Qualified as invitees             |                                   |
| جام جهانی فوتبال ۱۹۳۴     | مرحله اول                 | نهم                       | ۱                         | ۰                         | ۰                         | ۱                         | ۲                         | ۳                         | Qualified automatically           | Qualified automatically           | Qualified automatically           | Qualified automatically           | Qualified automatically           | Qualified automatically           |                                   |
| جام جهانی فوتبال ۱۹۳۸     | انصراف                    | انصراف                    | انصراف                    | انصراف                    | انصراف                    | انصراف                    | انصراف                    | انصراف                    | انصراف                            | انصراف                            | انصراف                            | انصراف                            | انصراف                            | انصراف                            |                                   |
| جام جهانی فوتبال ۱۹۵۰     | انصراف                    | انصراف                    | انصراف                    | انصراف                    | انصراف                    | انصراف                    | انصراف                    | انصراف                    | انصراف                            | انصراف                            | انصراف                            | انصراف                            | انصراف                            | انصراف                            |                                   |
| جام جهانی فوتبال ۱۹۵۴     | انصراف                    | انصراف                    | انصراف                    | انصراف                    | انصراف                    | انصراف                    | انصراف                    | انصراف                    | انصراف                            | انصراف                            | انصراف                            | انصراف                            | انصراف                            | انصراف                            |                                   |
| جام جهانی فوتبال ۱۹۵۸     | مرحله گروهی               | سیزدهم                    | ۳                         | ۱                         | ۰                         | ۲                         | ۵                         | ۱۰                        | ۴                                 | ۳                                 | ۰                                 | ۱                                 | ۱۰                                | ۲                                 |                                   |
| جام جهانی فوتبال ۱۹۶۲     | مرحله گروهی               | دهم                       | ۳                         | ۱                         | ۱                         | ۱                         | ۲                         | ۳                         | ۲                                 | ۲                                 | ۰                                 | ۰                                 | ۱۱                                | ۳                                 |                                   |
| جام جهانی فوتبال ۱۹۶۶     | یک چهارم نهائی            | پنجم                      | ۴                         | ۲                         | ۱                         | ۱                         | ۴                         | ۲                         | ۴                                 | ۳                                 | ۱                                 | ۰                                 | ۹                                 | ۲                                 |                                   |
| جام جهانی فوتبال ۱۹۷۰     | حضور نداشت                | حضور نداشت                | حضور نداشت                | حضور نداشت                | حضور نداشت                | حضور نداشت                | حضور نداشت                | حضور نداشت                | ۴                                 | ۱                                 | ۱                                 | ۲                                 | ۴                                 | ۶                                 |                                   |
| جام جهانی فوتبال ۱۹۷۴     | مرحله ۲                   | هشتم                      | ۶                         | ۱                         | ۲                         | ۳                         | ۹                         | ۱۲                        | ۴                                 | ۳                                 | ۱                                 | ۰                                 | ۹                                 | ۲                                 |                                   |
| جام جهانی فوتبال ۱۹۷۸     | قهرمان                    | اول                       | ۷                         | ۵                         | ۱                         | ۱                         | ۱۵                        | ۴                         | واجد شرایط به عنوان میزبان        | واجد شرایط به عنوان میزبان        | واجد شرایط به عنوان میزبان        | واجد شرایط به عنوان میزبان        | واجد شرایط به عنوان میزبان        | واجد شرایط به عنوان میزبان        |                                   |
| جام جهانی فوتبال ۱۹۸۲     | مرحله ۲                   | یازدهم                    | ۵                         | ۲                         | ۰                         | ۳                         | ۸                         | ۷                         | واجد شرایط به عنوان مدافع قهرمانی | واجد شرایط به عنوان مدافع قهرمانی | واجد شرایط به عنوان مدافع قهرمانی | واجد شرایط به عنوان مدافع قهرمانی | واجد شرایط به عنوان مدافع قهرمانی | واجد شرایط به عنوان مدافع قهرمانی |                                   |
| جام جهانی فوتبال ۱۹۸۶     | قهرمان                    | اول                       | ۷                         | ۶                         | ۱                         | ۰                         | ۱۴                        | ۵                         | ۶                                 | ۴                                 | ۱                                 | ۱                                 | ۱۲                                | ۶                                 |                                   |
| جام جهانی فوتبال ۱۹۹۰     | نایب قهرمان               | دوم                       | ۷                         | ۲                         | ۳                         | ۲                         | ۵                         | ۴                         | واجد شرایط به عنوان مدافع قهرمانی | واجد شرایط به عنوان مدافع قهرمانی | واجد شرایط به عنوان مدافع قهرمانی | واجد شرایط به عنوان مدافع قهرمانی | واجد شرایط به عنوان مدافع قهرمانی | واجد شرایط به عنوان مدافع قهرمانی |                                   |
| جام جهانی فوتبال ۱۹۹۴     | یک‌هشتم نهائی              | دهم                       | ۴                         | ۲                         | ۰                         | ۲                         | ۸                         | ۶                         | ۸                                 | ۴                                 | ۲                                 | ۲                                 | ۹                                 | ۱۰                                |                                   |
| جام جهانی فوتبال ۱۹۹۸     | یک چهارم نهائی            | ششم                       | ۵                         | ۳                         | ۱                         | ۱                         | ۱۰                        | ۴                         | ۱۶                                | ۸                                 | ۶                                 | ۲                                 | ۲۳                                | ۱۳                                |                                   |
| جام جهانی فوتبال ۲۰۰۲     | مرحله گروهی               | هجدهم                     | ۳                         | ۱                         | ۱                         | ۱                         | ۲                         | ۲                         | ۱۸                                | ۱۳                                | ۴                                 | ۱                                 | ۴۲                                | ۱۵                                |                                   |
| جام جهانی فوتبال ۲۰۰۶     | یک چهارم نهائی            | ششم                       | ۵                         | ۳                         | ۲                         | ۰                         | ۱۱                        | ۳                         | ۱۸                                | ۱۰                                | ۴                                 | ۴                                 | ۲۹                                | ۱۷                                |                                   |
| جام جهانی فوتبال ۲۰۱۰     | یک چهارم نهائی            | پنجم                      | ۵                         | ۴                         | ۰                         | ۱                         | ۱۰                        | ۶                         | ۱۸                                | ۸                                 | ۴                                 | ۶                                 | ۲۳                                | ۲۰                                |                                   |
| جام جهانی فوتبال ۲۰۱۴     | نایب قهرمان               | دوم                       | ۷                         | ۵                         | ۱                         | ۱                         | ۸                         | ۴                         | ۱۶                                | ۹                                 | ۵                                 | ۲                                 | ۳۵                                | ۱۵                                |                                   |
| جام جهانی فوتبال ۲۰۱۸     | یک‌هشتم نهائی              | شانزدهم                   | ۴                         | ۱                         | ۱                         | ۲                         | ۶                         | ۹                         | ۱۸                                | ۷                                 | ۷                                 | ۴                                 | ۱۹                                | ۱۶                                |                                   |
| جام جهانی فوتبال ۲۰۲۲     | قهرمان                    | اول                       | ۷                         | ۴                         | ۲                         | ۱                         | ۱۵                        | ۸                         | ۱۷                                | ۱۱                                | ۶                                 | ۰                                 | ۲۷                                | ۸                                 |                                   |
| جمع کل                    | ۳ قهرمانی                 | ۱۸/۲۲                     | ۸۸                        | ۴۷                        | ۱۷                        | ۲۴                        | ۱۵۲                       | ۱۰۱                       | ۱۵۳                               | ۸۶                                | ۴۲                                | ۲۵                                | ۲۶۲                               | ۱۳۵                               |                                   |

## درگذشت دیگو مارادونا
دیگو مارادونا در تاریخ ۲۵ نوامبر ۲۰۲۰، در خواب و بر اثر حمله قلبی درگذشت؛ در حالی که دو هفته پیش از آن به دلیل لخته شدن خون در مغزش در بیمارستان بستری و پس از جراحی مرخص شده بود. و پس از تشییعی انبوه از جمعیت در قبرستانی در بوینس آیرس در کنار قبر پدر و مادرش به خاک سپرده شد.[۲۷]

## افتخارات

### جام جهانی
- قهرمانی (۳): ۱۹۷۸ ،۱۹۸۶ ،۲۰۲۲
- نایب قهرمانی (۳): ۱۹۳۰، ۱۹۹۰، ۲۰۱۴

### جام ملت‌های آمریکای جنوبی/کوپا آمریکا
- قهرمانی (١٦): ۱۹۲۱, ۱۹۲۵, ۱۹۲۷, ۱۹۲۹, ۱۹۳۷, ۱۹۴۱, ۱۹۴۵, ۱۹۴۶, ۱۹۴۷, ۱۹۵۵, ۱۹۵۷, ۱۹۵۹, ۱۹۹۱, ۱۹۹۳, ۲۰۲۱ , ۲۰۲۴
- نايب قهرمانی (۱۴): ۱۹۱۶, ۱۹۱۷, ۱۹۲۰, ۱۹۲۳, ۱۹۲۴, ۱۹۲۶, ۱۹۳۵, ۱۹۴۲, ۱۹۵۹, ۱۹۶۷, ۲۰۰۴, ۲۰۰۷, ۲۰۱۵, ۲۰۱۶
- مقام سوم (۵): ۱۹۱۹, ۱۹۵۶, ۱۹۶۳, ۱۹۸۹, ۲۰۱۹
- مقام چهارم (۲): ۱۹۲۲, ۱۹۸۷

### جام کنفدراسیون‌ها
- قهرمانی (۱): ۱۹۹۲
- نایب قهرمانی (۲): ۱۹۹۵, ۲۰۰۵

### جام قهرمانان کونمبول–یوفا
- قهرمانی (۲): ۱۹۹۳,۲۰۲۲

### المپیک تابستانی
- مدال طلا (۲): ۲۰۰۴, ۲۰۰۸
- مدال نقره (۲): ۱۹۲۸، ۱۹۹۶

## ترکیب لباس
لباس اول (میزبان) آرژانتین تشکیل شده‌است از پیراهن سفید با خطوط عمودی آبی، شورت سیاه و جوراب سفید / سیاه و سفید؛ همچنین لباس دوم (میهمان) این تیم معمولاً متشکل است از پیراهن آبی تیره، شورت سفید و جوراب آبی تیره.
لباس اول (میزبان)
| ۱۹۰۱–۱۹۱۰ | ۱۹۱۱–۱۹۷۴ | ۱۹۷۵ | ۱۹۷۸ | ۱۹۸۶ | ۱۹۹۰ | ۱۹۹۴ |

| ۱۹۹۸ | ۲۰۰۲ | ۲۰۰۶ | ۲۰۰۸ | ۲۰۱۰ | ۲۰۱۱ |

لباس دوم (میهمان)
| ۱۹۷۸ | ۱۹۹۴ | ۱۹۹۸ | ۲۰۰۲ | ۲۰۰۶ | ۲۰۰۸ | ۲۰۱۲ | ۲۰۱۱ |  |

## کادر مربیان کنونی
| سمت              | نام                           |
| ---------------- | ----------------------------- |
| سرمربی           | لیونل اسکالونی                |
| دستیار اول       | پابلو آیمار                   |
| دستیار دوم       | والتر ساموئل                  |
| دستیار سوم       | روبرتو آیالا                  |
| مربی بدنساز      | لوئیس مارتین                  |
| مربی دروازه‌بانان | مارتین توکالی                 |
| پزشکان           | دانیل مارتینز، آلخاندرو رولان |
| درمانگران فیزیکی | لوئیس گارسیا، روبن آراگواس    |

## فهرست بازیکنان
ترکیب نهایی تیم ملی فوتبال آرژانتین در ۱۱ نوامبر ۲۰۲۲ اعلام شد.
| ش. | پست       | بازیکن              | ت‌ت (سن)                 | بازی | گل | باشگاه          |
| -- | --------- | ------------------- | ----------------------- | ---- | -- | --------------- |
| 1  | دروازه‌بان | فرانکو آرمانی       | ۱۶ اکتبر ۱۹۸۶ (۳۶ سال)  | 18   | 0  | ریور پلاته      |
| 2  | مدافع     | خوان فویث           | ۱۲ ژانویه ۱۹۹۸ (۲۴ سال) | 15   | 0  | ویارئال         |
| 3  | مدافع     | نیکولاس تاگلیافیکو  | ۳۱ اوت ۱۹۹۲ (۳۰ سال)    | 42   | 0  | المپیک لیون     |
| 4  | مدافع     | گنزالو مونتیل       | ۱ ژانویه ۱۹۹۷ (۲۵ سال)  | 17   | 0  | سویا            |
| 5  | هافبک     | لئاندرو پاردس       | ۲۹ ژوئن ۱۹۹۴ (۲۸ سال)   | 45   | 4  | یوونتوس         |
| 6  | مدافع     | خرمان پسلا          | ۲۷ ژوئن ۱۹۹۱ (۳۱ سال)   | 31   | 2  | رئال بتیس       |
| 7  | هافبک     | رودریگو دی پائول    | ۲۴ مه ۱۹۹۴ (۲۸ سال)     | 43   | 2  | اتلتیکو مادرید  |
| 8  | هافبک     | مارکوس آکونیا       | ۲۸ اکتبر ۱۹۹۱ (۳۱ سال)  | 42   | 0  | سویا            |
| 9  | مهاجم     | جولیان آلوارز       | ۳۱ ژانویه ۲۰۰۰ (۲۲ سال) | 11   | 2  | منچستر سیتی     |
| 10 | مهاجم     | لیونل مسی (کاپیتان) | ۲۴ ژوئن ۱۹۸۷ (۳۵ سال)   | 164  | 90 | پاری سن-ژرمن    |
| 11 | مهاجم     | آنخل دی ماریا       | ۱۴ فوریه ۱۹۸۸ (۳۴ سال)  | 123  | 25 | یوونتوس         |
| 12 | دروازه‌بان | خرونیمو رولی        | ۲۰ مه ۱۹۹۲ (۳۰ سال)     | 4    | 0  | ویارئال         |
| 13 | مدافع     | کریستین رومرو       | ۲۷ آوریل ۱۹۹۸ (۲۴ سال)  | 12   | 1  | تاتنهام هاتسپر  |
| 14 | هافبک     | اکسکیل پالاسیوس     | ۵ اکتبر ۱۹۹۸ (۲۴ سال)   | 20   | 0  | بایر ۰۴ لورکوزن |
| 15 | مهاجم     | آنخل کوره‌آ          | ۹ مارس ۱۹۹۵ (۲۷ سال)    | 22   | 3  | اتلتیکو مادرید  |
| 16 | هافبک     | تیاگو آلمیدا        | ۲۶ آوریل ۲۰۰۱ (۲۱ سال)  | 1    | 0  | بوتافوگو        |
| 17 | هافبک     | پاپو گومز           | ۱۵ فوریه ۱۹۸۸ (۳۴ سال)  | 15   | 3  | سویا            |
| 18 | هافبک     | گیدو رودریگز        | ۱۲ آوریل ۱۹۹۴ (۲۸ سال)  | 25   | 1  | بتیس            |
| 19 | مدافع     | نیکولاس اوتامندی    | ۱۲ فوریه ۱۹۸۸ (۳۴ سال)  | 92   | 4  | بنفیکا          |
| 20 | هافبک     | الکسیس مک الیستر    | ۲۴ دسامبر ۱۹۹۸ (۲۳ سال) | 7    | 0  | لیورپول         |
| 21 | مهاجم     | پائولو دیبالا       | ۱۵ نوامبر ۱۹۹۳ (۲۹ سال) | 34   | 3  | آ.اس. رم        |
| 22 | مهاجم     | لائوتارو مارتینز    | ۲۲ اوت ۱۹۹۷ (۲۵ سال)    | 40   | 21 | اینتر میلان     |
| 23 | دروازه‌بان | امیلیانو مارتینز    | ۲ سپتامبر ۱۹۹۲ (۳۰ سال) | 18   | 0  | استون ویلا      |
| 24 | هافبک     | انزو فرناندز        | ۱۷ ژانویه ۲۰۰۱ (۲۱ سال) | 2    | 0  | بنفیکا          |
| 25 | مدافع     | لیساندرو مارتینز    | ۱۸ ژانویه ۱۹۹۸ (۲۴ سال) | 9    | 0  | منچستر یونایتد  |
| 26 | مدافع     | ناهوئل مولینا       | ۶ آوریل ۱۹۹۸ (۲۴ سال)   | 19   | 0  | اتلتیکو مادرید  |

## رکوردها و آمارها

### بیشترین تعداد بازی
| رتبه. | نام            | سال‌های بازی | تعداد بازی | تعداد گل |
| ----- | -------------- | ----------- | ---------- | -------- |
| ۱     | لیونل مسی      | ۲۰۰۵–       | ۱۹۱        | ۱۱۲      |
| ۲     | خاویر ماسچرانو | ۲۰۰۳–۲۰۱۸   | ۱۴۷        | ۳        |
| ۴     | خاویر زانتی    | ۱۹۹۴–۲۰۱۱   | ۱۴۳        | ۴        |
| ۳     | آنخل دی ماریا  | ۲۰۰۸–۲۰۲۴   | ۱۴۵        | ۳۱       |
| ۵     | روبرتو آیالا   | ۱۹۹۴–۲۰۰۷   | ۱۱۴        | ۷        |
| ۶     | دیه‌گو سیمئونه  | ۱۹۸۸–۲۰۰۲   | ۱۰۴        | ۹        |
| ۷     | سرخیو آگوئرو   | ۲۰۰۶–۲۰۲۱   | ۱۰۱        | ۴۱       |
| ۸     | اسکار روجری    | ۱۹۸۳–۱۹۹۴   | ۹۷         | ۷        |
| ۹     | سرخیو رومرو    | ۲۰۰۹–۲۰۱۸   | ۹۶         | ۰        |
| ۱۰    | دیگو مارادونا  | ۱۹۷۷–۱۹۹۴   | ۹۱         | ۳۴       |

### بیشترین تعداد گل
| رتبه. | نام بازیکن       | سال‌های حضور | تعداد گل | تعداد بازی | میانگین گل در هر بازی | گل در بازی‌های رسمی |
| ----- | ---------------- | ----------- | -------- | ---------- | --------------------- | ------------------ |
| ۱     | لیونل مسی        | ۲۰۰۵–       | ۱۱۲      | ۱۹۱        | ۰٫۵۶                  | ۵۲                 |
| ۲     | گابریل باتیستوتا | ۱۹۹۱–۲۰۰۲   | ۵۴       | ۷۷         | ۰٫۷                   | ۳۸                 |
| ۳     | سرخیو آگوئرو     | ۲۰۰۶–۲۰۲۱   | ۴۱       | ۱۰۱        | ۰٫۴۳                  | ۲۰                 |
| ۴     | ارنان کرسپو      | ۱۹۹۵–۲۰۰۷   | ۳۵       | ۶۴         | ۰٫۵۵                  | ۲۶                 |
| ۵     | دیگو مارادونا    | ۱۹۷۷–۱۹۹۴   | ۳۴       | ۹۱         | ۰٫۳۷                  | ۱۵                 |
| ۶     | گونسالو ایگواین  | ۲۰۰۹–۲۰۱۸   | ۳۱       | ۷۵         | ۰٫۴۱                  | ۲۳                 |
| ۷     | آنخل دی ماریا    | ۲۰۰۸–۲۰۲۴   | ۳۱       | ۱۴۵        | ۰٫۲۱                  | ۱۶                 |
| ۸     | لوئیس آرتیمه     | ۱۹۶۱–۱۹۶۷   | ۲۴       | ۲۵         | ۰٫۹۶                  | ?                  |
| ۹     | دانیل پاسارلا    | ۱۹۷۶–۱۹۸۶   | ۲۳       | ۷۰         | ۰٫۳۳                  | ۶                  |
| ۱۰    | خوزه سن‌فیلیپو    | ۱۹۵۶–۱۹۶۲   | ۲۱       | ۲۹         | ۰٫۷۶                  | ?                  |
| ۱۰    | لئوپولدو لوکه    | ۱۹۷۵–۱۹۸۱   | ۲۱       | ۴۵         | ۰٫۴۹                  | ۸                  |

## نگارخانه

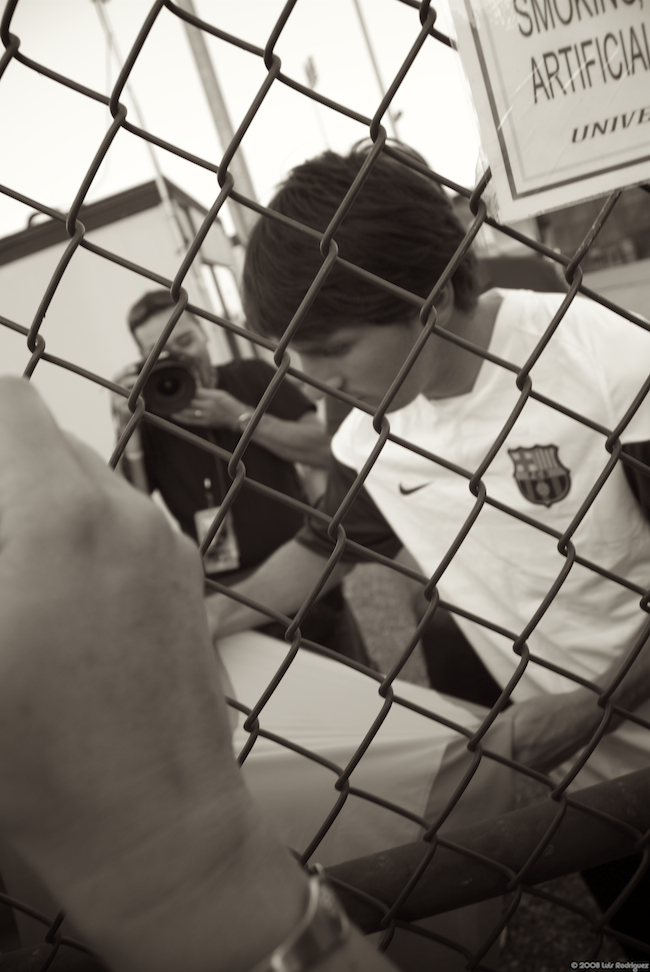
لیونل مسی
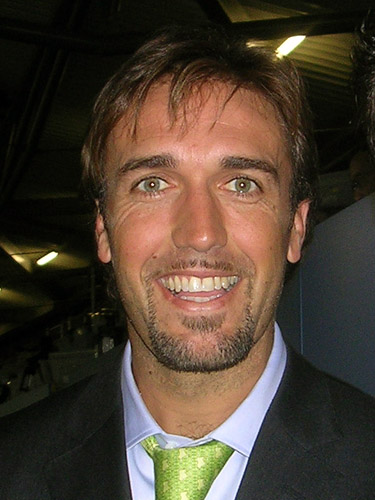
گابریل باتیستوتا دومین گلزن آرژانتین
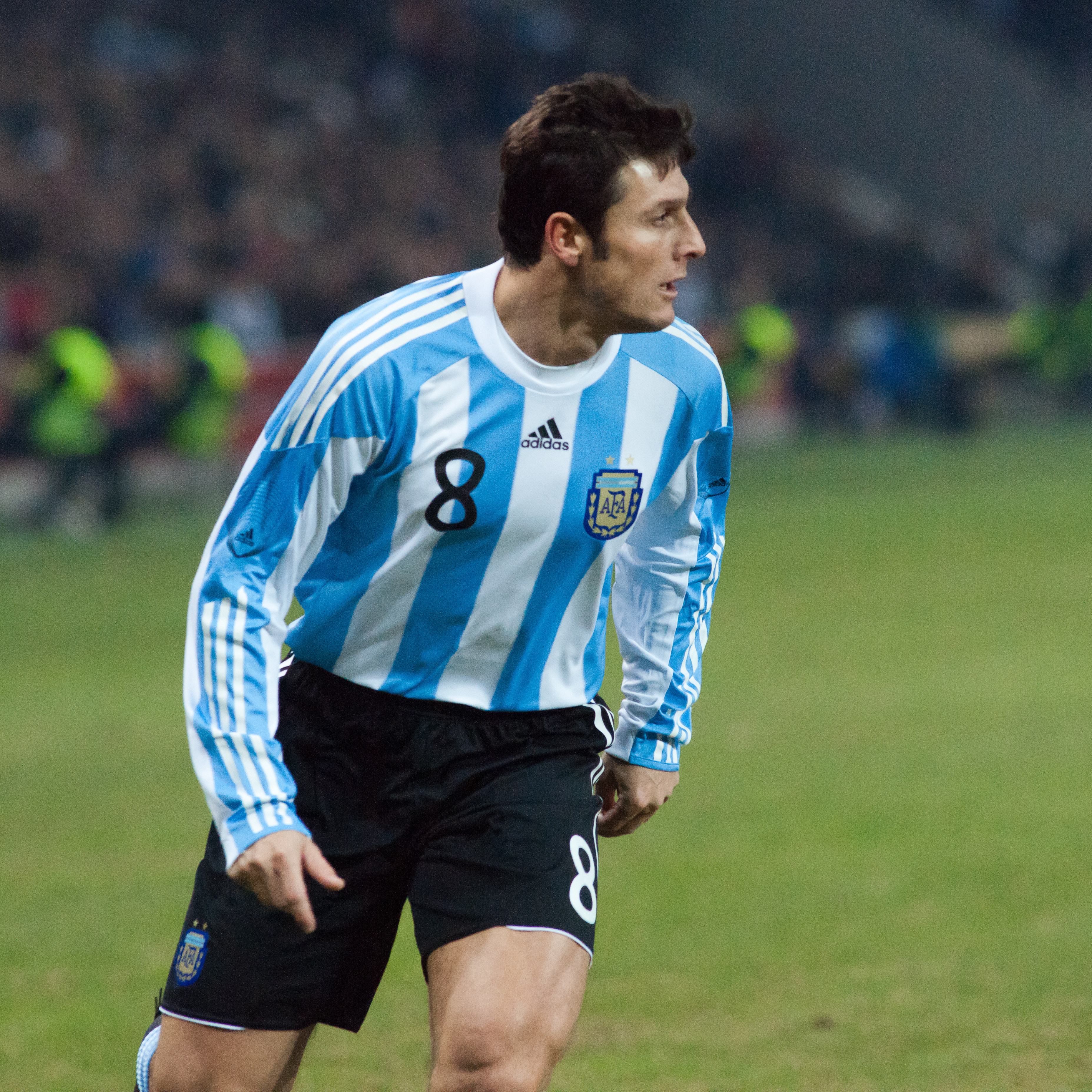
خاویر زانتی دارای بیشترین بازی ملی بعد از لیونل مسی و خاویر ماسچرانو
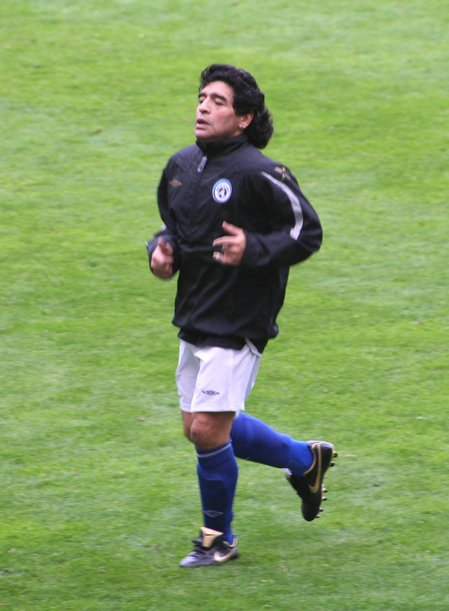
دیگو مارادونا یکی از بهترین بازیکن‌های تاریخ فوتبال